# ウレタナーゼ
ウレタナーゼ(Urethanase、EC 3.5.1.75)は、以下の化学反応を触媒する酵素である。
ウレタン + 水{\displaystyle \rightleftharpoons }エタノール + 二酸化炭素 + アンモニア
従って、この酵素の基質は、カルバミン酸エチル（ウレタン）と水の2つ、生成物はエタノールと二酸化炭素とアンモニアの3つである。
この酵素は加水分解酵素、特に鎖状アミドの炭素-窒素結合に作用するものに分類される。系統名は、ウレタン アミドヒドロラーゼ(脱カルボキシル化)(urethane amidohydrolase (decarboxylating))である。他に、urethane hydrolaseとも呼ばれる。